# Dasyatidae
Famille
Les Dasyatidés (Dasyatidae) sont une famille de raies appartenant en fonction des sources aux ordres Myliobatiformes ou Rajiformes.

## Caractéristiques
Il s'agit d'un type de Chondrichthyens marins ou dulçaquicoles. C'est une famille zoologique qui a des représentants dans toutes les côtes tropicales du monde, et aussi certains genres dulçaquicoles en Asie (Himantura), en Afrique, et en Amérique.

## Liste des genres
Selon World Register of Marine Species (22 août 2014) :
- genre Dasyatis Rafinesque, 1810 -- 38 espèces
- genre Himantura Müller et Henle, 1837 -- 30 espèces, dont l'espèce Himantura chaophraya
- genre Neotrygon -- 5 espèces
- genre Pastinachus Rüppell, 1829 -- 4 espèces
- genre Pteroplatytrygon Fowler, 1910 -- 1 espèce
- genre Taeniura Müller et Henle, 1837 -- 3 espèces, dont l'espèce Taeniura lymma (raie pastenague à points bleus)
- genre Trigon Rüppell, 1829 -- statut incertain
- genre Urogymnus Müller et Henle, 1837 -- 6 espèces

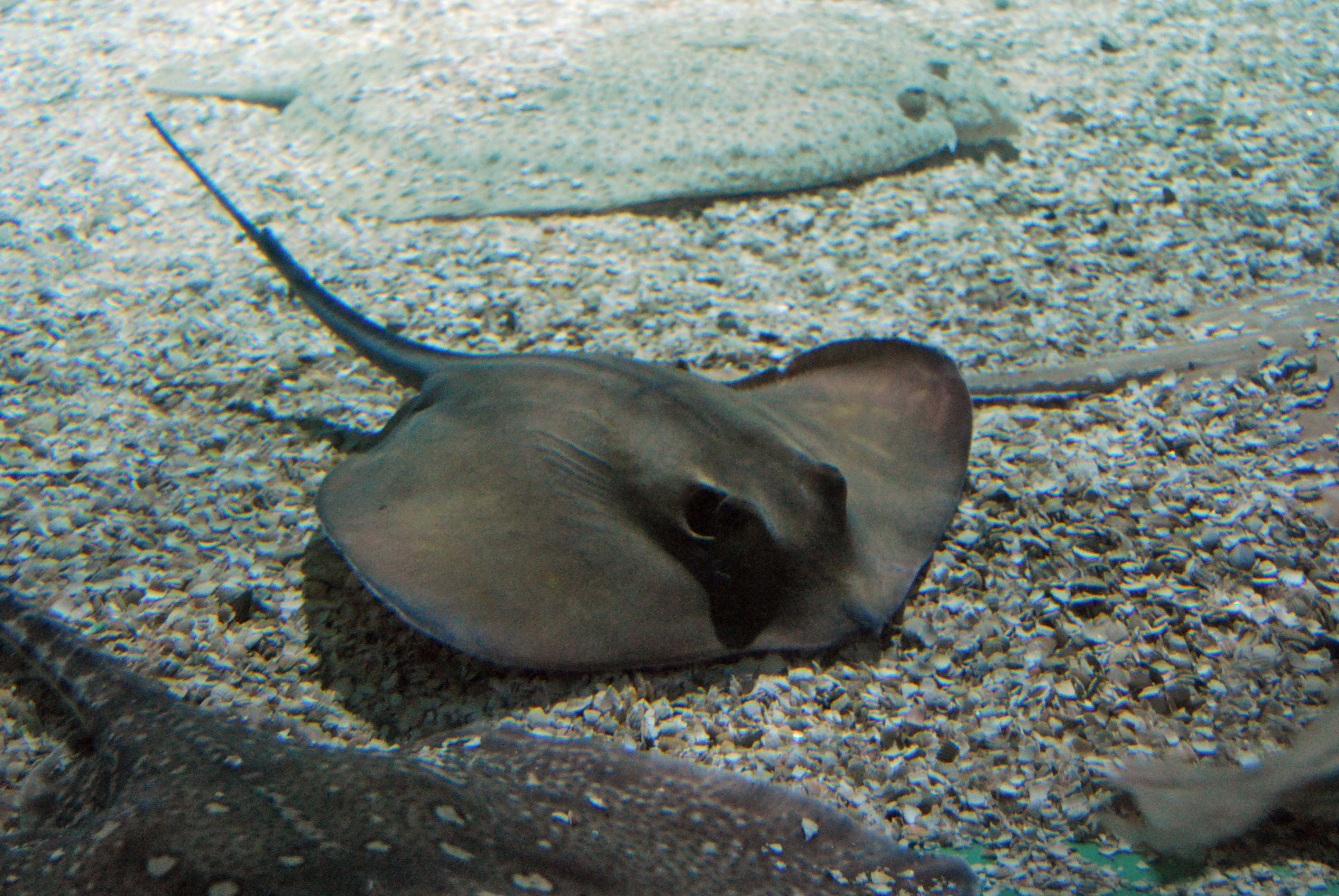
Dasyatis pastinaca
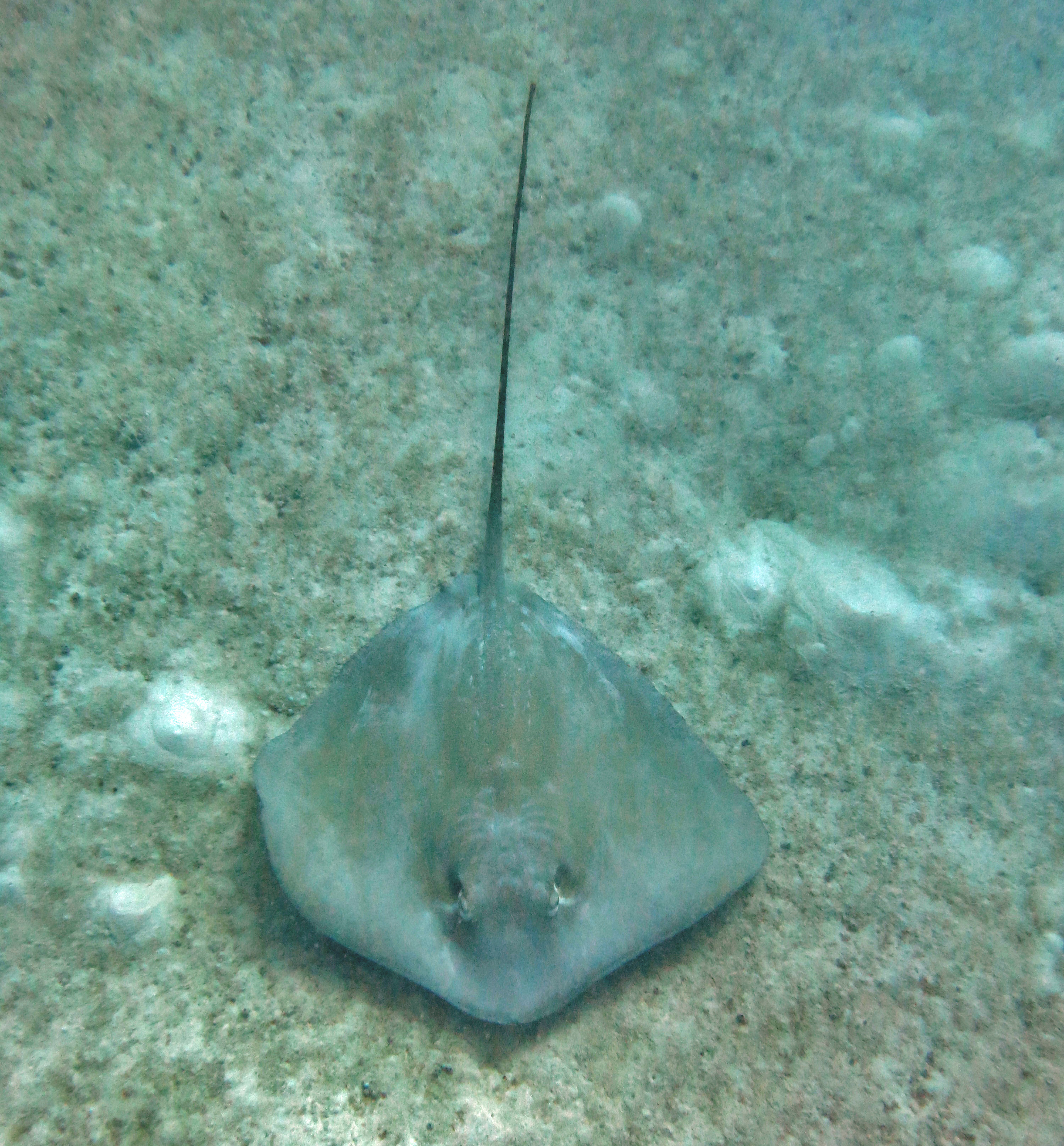
Raie de Jenkins (Himantura jenkinsii)
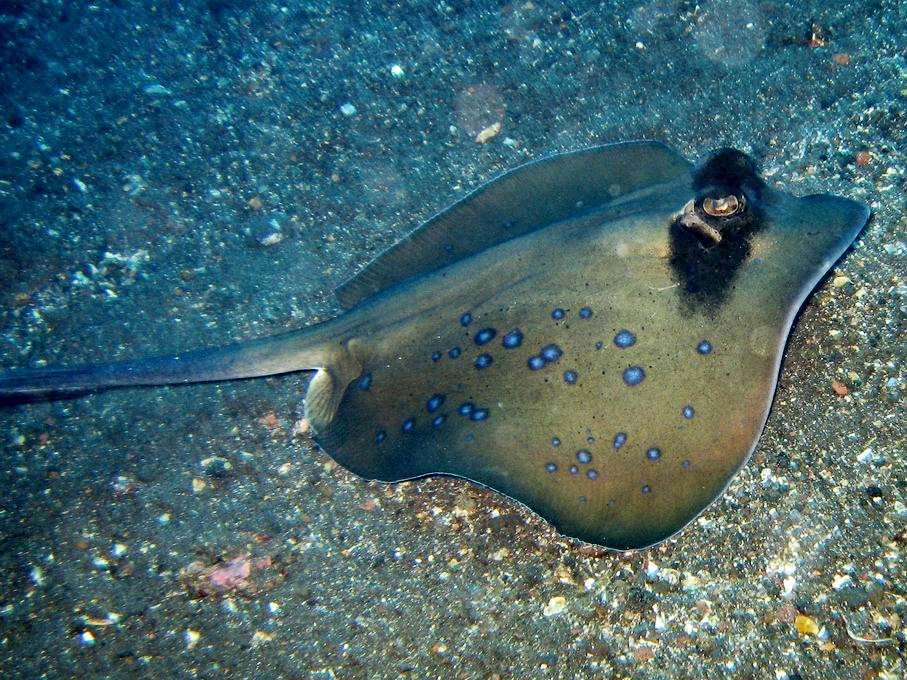
Neotrygon kuhlii
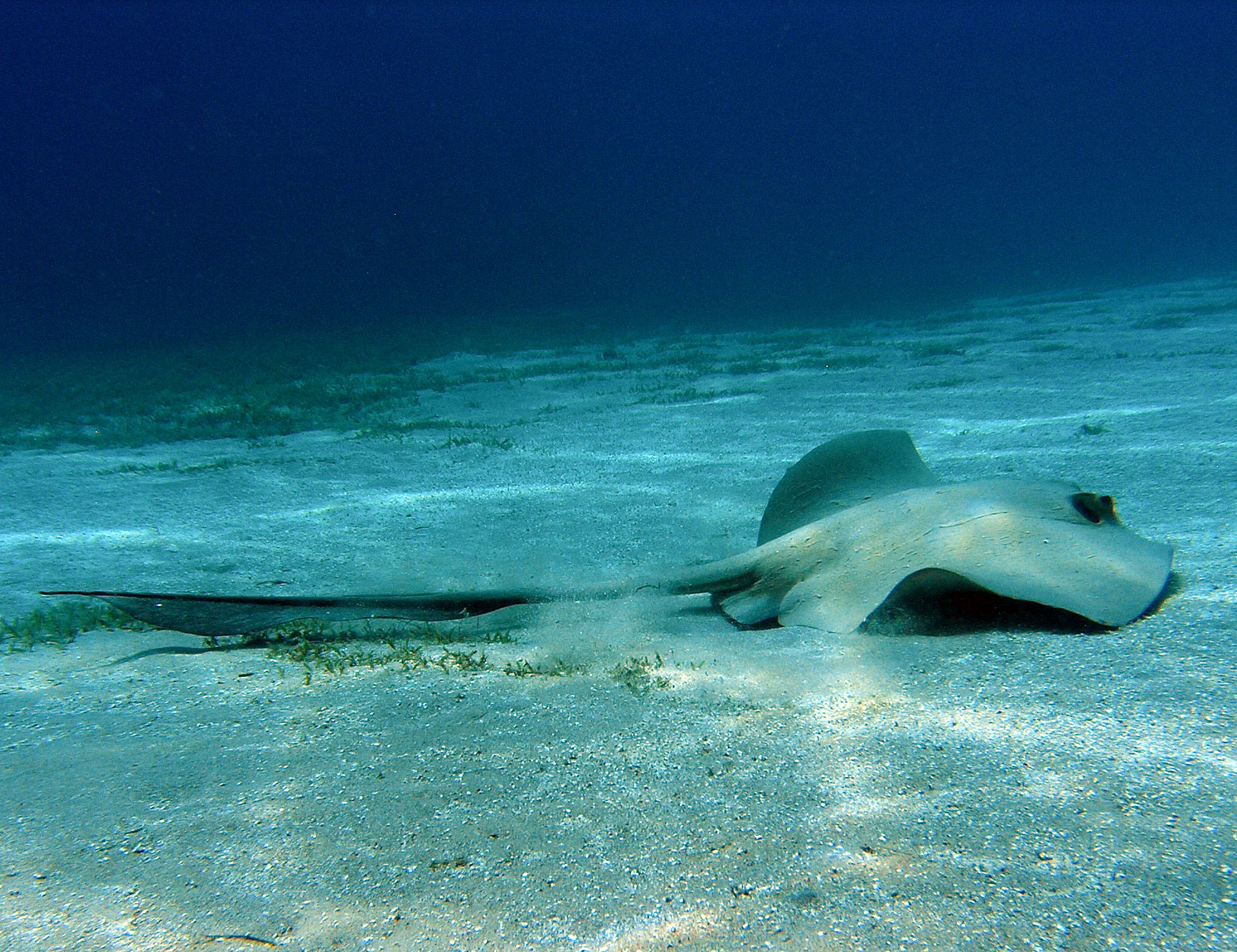
Une raie pastenague plumetée (Pastinachus sephen)
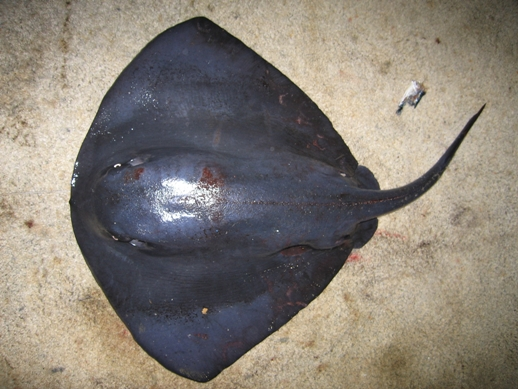
Pteroplatytrygon violacea
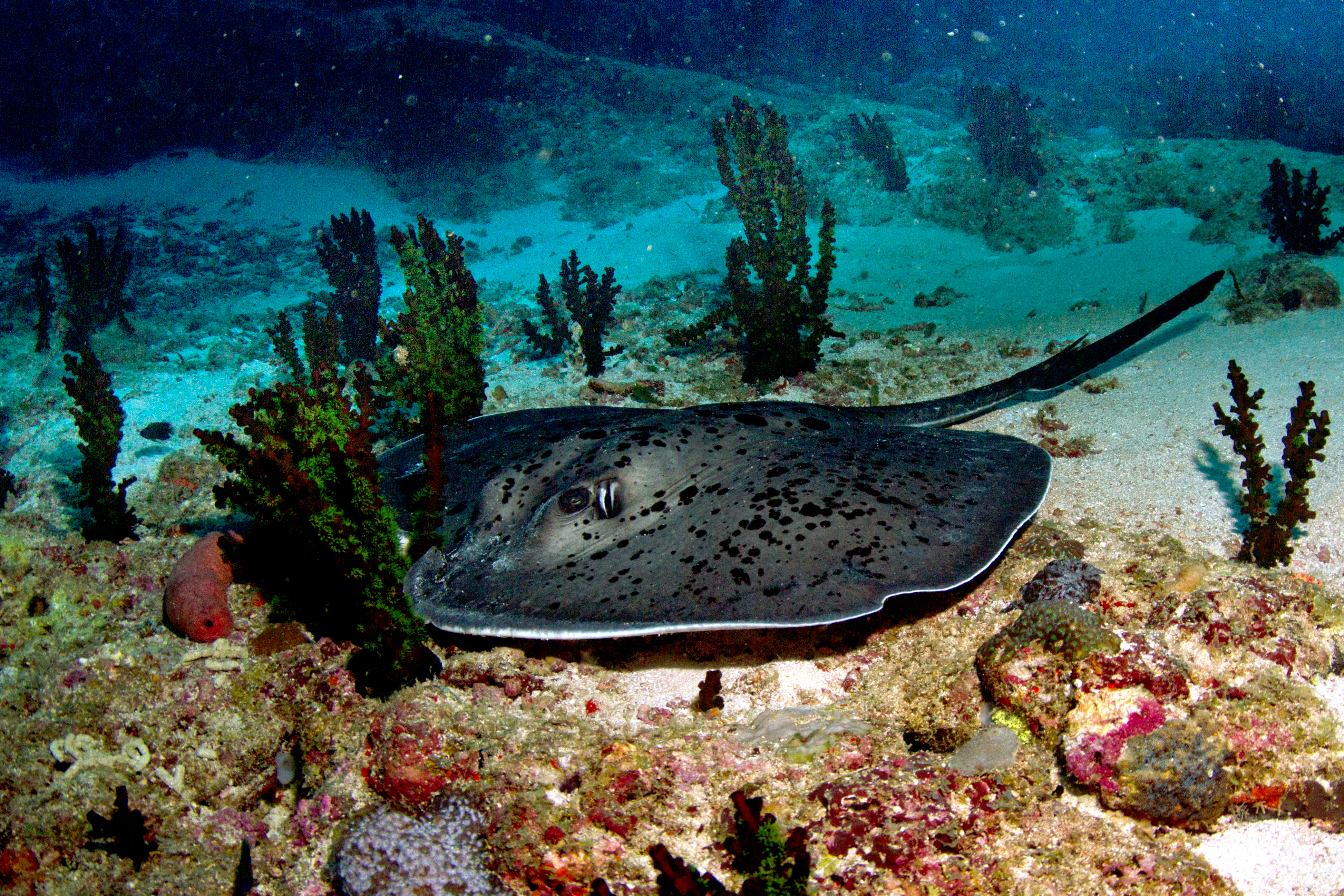
Raie à taches noires (Taeniura meyeni)
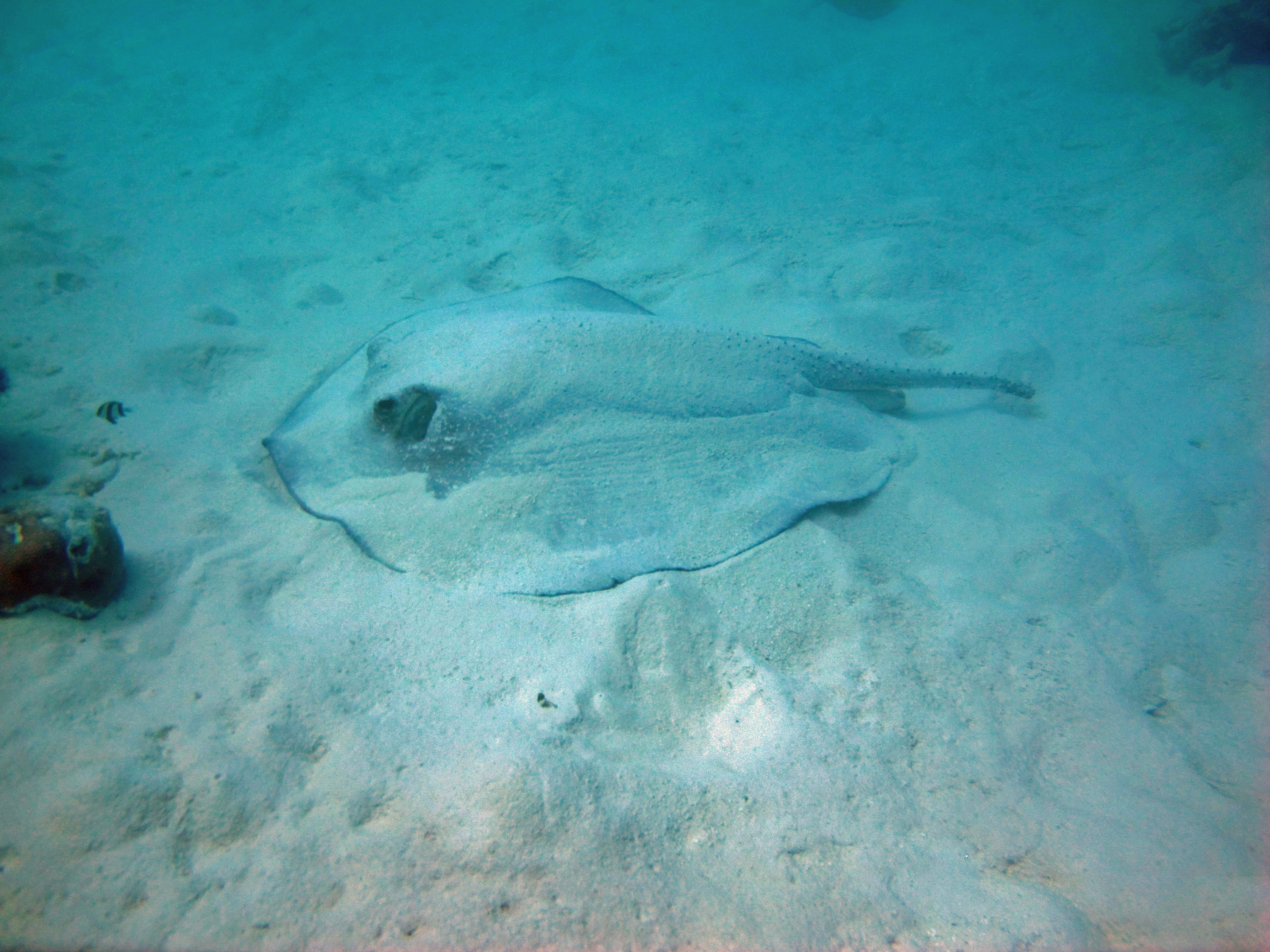
Une raie porc-épic (Urogymnus asperrimus)
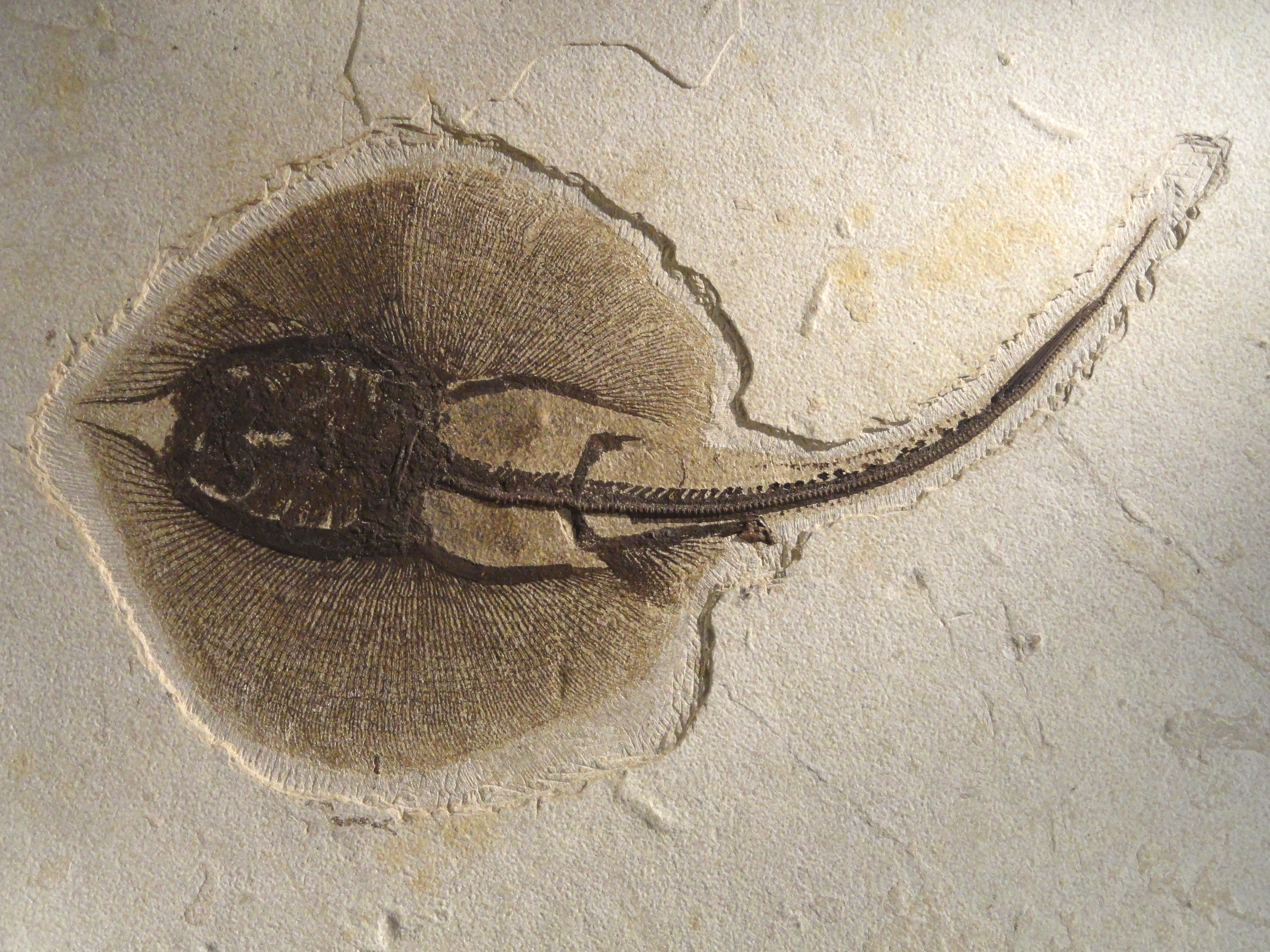
Fossile de Heliobatis radians